# Лорд Еџвер умире
Лорд Еџвер умире је детективски роман британске списатељице Агате Кристи објављен у Великој Британији од стране издавачке куће "Collins Crime Club" у септембру 1933. године и у САД од стране издавачке куће "Dodd, Mead and Company" касније исте године под насловом Тринаесторо на вечери. Пре објављивања књиге, роман је серијализован у шест бројева (март – август 1933) часописа Амерички часопис под називом 13-оро на вечери.
У роману се појављују Херкул Поаро, Артур Хејстингс и главни инспектор Џап. Америчка глумица удата за лорда Еџвера тражи од Поароа да јој помогне у разводу од мужа. Поаро пристаје да јој помогне, упознајући њеног мужа. Те вечери глумица је виђена на вечери са још тринаесторо гостију са којом је повезано једно сујеверје. Следећег јутра, лорд Еџвер и још једна америчка глумица су пронађени побијени свако у својој кући. Поаро истражује.
Роман је одлично прихваћен након издавања и у Лондону и у Њујорку, оставивши траг који је произашао из случајне опаске странца, називајући га генијалним. Каснији преглед то је назвао паметним и необичним.

## Радња
Док је био на наступу имитаторке Карлоте Адамс, Херкулу Поароу се обратила глумица Џејн Вилкинсон. Она тражи његову помоћ јер тражи од свог супруга лорда Еџвера развод. Поаро пристаје да јој помогне, али је изненађен када је открио да је Еџвер већ пристао на развод и послао писмо својој жени у којем то потврђује. Вилкинсонова пориче да га је примила. Следећег јутра, инспектор Џап обавештава Поароа и његовог пријатеља Артура Хејстингса да је Еџвер претходне вечери убијен у свом дому на Риџентској капији убодом у врат. Док су Вилкинсонову те ноћи примили Еџверов батлер и његова тајница кад је дошла у посету свом мужу, јутарње новине откривају да је те вечери она присуствовала вечери чији гости то потврђују. Поаро се убрзо забринуо за безбедност Адамсове, присетивши се да би могла да се представи као Вилкинсонова. Пронађена је мртва истог јутра од превелике количине веронала.
Тражећи одговоре, Поаро бележи неколико чињеница: Брајан Мартин, бивши љубавник Вилкинсонове пре него што је упознала богатог војводу од Мертона, огорчено ју је описао као аморалну особу, Доналд Рос, један од гостију на забави, био је сведок како је те ноћи њу неко звао телефоном, Адамсова је поседовала пар цвикера и златну кутијицу у којој се налазила дрога, а на којој је загонетан натпис, Еџвер је братанцу Роналду Маршу три месеца раније одузео џепарац, а извесна свота франака у поседу Еџвера је нестала заједно са батлером. Сазнавши да је Адамсова послала писмо својој сестри у Америку пре своје смрти, Поаро тражи писмо. Послата му је копија телеграмом из које се открива да је Адамсовоој понуђено 10.000 долара за помоћ око мале опкладе. Поаро сумња да је она ангажована да се представи као Вилкинсонова.
На основу овог писма, Џап убрзо хапси Марша. Марш пориче да је унајмио Адамсову и убио свог стрица, али наводи да су он и његова сестра од стрица Џералдин отишли у Риџентску капију у ноћи убиства и видели Мартина како улази у кућу док је она добијала нешто за њега. Поаро је касније примио изворно писмо поштом и забележио неке необичности код њега. Хејстингс заједно са Вилкинсоновом и Росом присуствује ручку на коме гости говоре о Парису из Троје. Вилкинсонова није добро чула да се ради о лику Парису, а не граду Паризу. Рос, збуњен овим, поверава своју забринутост Хејстингсу. Касније је назвао Поароа, али је смртно убоден пре него што је могао у танчине да објасни. Тражећи објашњење, Поаро је чуо случајну примедбу из масе која је напуштала позориште што га је навело на разговор са слушкињом Вилкинсонове Елис.
Пошто је окупио осумњичене, Поаро открива да је убица у сва три убиства Џејн Вилкинсон. Њена побуда за убиство лорда Еџвера је то што је војвода од Мартина био англо-католик и не би оженио разведену жену. Она је заврбовала Адамсову да се прерушена у њу појави на вечери, док она убије свог мужа, а затим је убила Адамсову смртоносном количином веронала. Жене су се среле у хотелу како би размениле одећу пре и после забаве. Док је чекала да се Адамсова врати са забаве, Вилкинсонова је открила писмо међу стварима Адамсове које тек треба да пошаље и мења писмо како би изгледало да је умешан човек кога помиње у убиства. Рос је убијен јер је схватио да Вилкинсонова није присуствовала вечери. Непознавање грчке митологије одало ју је будући да је Адамсова била добро упућена у ту тему па је о томе говорила док је била на пријему.
Поаро открива шта га је довело до тог објашњења: Вилкинсонова је лагала да није примила писмо свог мужа и искористила је Поаро да докаже да нема побуду за његово убиство, телефонски позив Адамсовој требало је да потврди да ли њихова превара тек треба да буде откривена, цвикери припадају Елис и употребљене су за маску коју су она и Вилкинсонова носиле да би састанак у хотелу држале у тајности. Златна кутијица направљена је недељу дана пре убиства, а не девет месеци како је натпис на њој указивао - Вилкинсонова ју је дала на прављење под лажним именом, а затим је послала Елис да је прикупи. Један део странице у писму Адамсове је Вилкинсонова изменила да би променила реч „она“ у „он“ како би значило да је мушкарац потплатио Адамсову. Он открива да је батлер украо нестали новац и да је Марш био сведок како он одлази из Риџенске капије да га сакрије на другом месту. Његов нестанак је био зато што се успаничио када је полиција тражила другог осумњиченог. Вилкинсонова је ухапшена и послала је писмо Поароу из затвора о томе да жели публику на свом вешању чиме је указала да се не љути нити има гриже савести што ју је открио.

## Ликови
- Херкул Поаро - чувени белгијски детектив. Увучен у случај након што га је Вилкинсонова замолила да јој помогне у разводу од мужа.
- Капетан Хестингс - Поароов пријатељ и помоћник на случају. Он је приповедач приче.
- Инспектор Џап - истражно лице на случају.
- Лорд Еџвер - Прва жртва случаја. Богати енглески старац са грубом личношћу, запажен сакупљач уметничких предмета. Његово пуно име је Џорџ Алфред Сент Винсент Марш, четврти лорд Еџвер.
- Карлота Адамс - Друга жртва случаја. Америчка имитаторка на турнеју по Лондону и Паризу. Ангажована од непознатог послодавца да се лажно представља као Еџверова супруга.
- Доналд Рос - Трећа жртва случаја. Млади глумац који присуствује вечери којој се и Вилкинсонова придружује.
- Џејн Вилкинсон -  Прелепа америчка глумица и отуђена Еџверова супруга. Жели да се уда за војводу од Мартина.
- Џералдин Марш - Еџверова ћерка из првог брака. Остала код куће након што је недавно завршила школу.
- Капетан Роналд Марш - Еџверов братанац и наследник његовог звања. У почетку је патио од новчаних проблема до стричеве смрти.
- Џеневив "Џени" Драјвер - Пријатељица Адамсове из Лондона. Усавршила стварање савремерних шешира.
- Брајан Мартин - Успешан глумац који је радио са Вилкинсоновом и некада био заљубљен у њу. Сада воли Драјверову и одрастао је са Адамсовом.
- Госпођица Керол - Еџверова помоћница. Била присутна у његовој кући у ноћи убиства и тврди да га је Вилкинсонова посетила.
- Алтон - Еџверов батлер који нестаје након што је полиција почела да тражи другог осумњиченог.
- Елис - Лична собарица Вилкинсонове у њеном новом смештају.
- Војвода од Мартина - Предани англо-католик и нова љубав Џејн Вилкинсон којом планира да се ожени.

## Други наслов
Други наслов романа Лорд Еџвер умире је Тринаесторо на вечери. Овај други наслов, коришћен у америчким издањима, произилази из сујеверја да седење тринаесторо људи на вечери значи пех за особу која прва напусти сто. На вечеру на којој се Карлота успешно представила као Џејн Вилкинсон један гост неочекивано није дошао због чега их је било тринаесторо уместо позваних четрнаесторо. Сујеверје је тешко утицало и на младог глумца Доналда Роса, али се судбина поиграла и са њим и са Џејн Вилкинсон и са њеном имитаторком.

## Књижевни значај и пријем
Часопис Књижевно време 21. септембра 1933. изнео је позитиван преглед о књизи, коментаришући чињеницу да је "било прилика опаска једног пролазника на улици која је Поароа усмерила ка правом путу. Три таква убиства, међутим, довољна су да направе највећи људски сплет и не жалимо га ни једним потезом среће."
Ајзак Андерсон завршио је свој преглед у издању часописа "Њујоршки преглед књиге" 24. септембра 1933. године рекавши:  "Ова прича представља најгенијалнију злочиначку загонетку и још генијалније решење, а све је изложено савршеном вештином којој је Агата Кристи љубавница."
Роберт Барнард: "Ради се о друштвено-уметничком миљеу који није у складу са уобичајеним ритмом Кристијеве: аристократе, глумице, друштвене заједнице, богати Јевреји. Противсемитизам је пригушенији него у раним трилерима, али и даље оставља гадан укус (ово је последња књига у којој се намеће). Иначе паметан и необичан, а однос Хејстингс-Поро учињен је мање грубим него обично."

## Помињање других дела
У 7. поглављу Поаро помиње да је једном пронашао траг, али будући да је била дуга сто двадесет уместо четири центиметра, нико у то не би поверовао. Ово се вероватно односи на стање која се догодило у роману Убиство на терену за голф у ком је Поаро пронашао комад оловне цеви за који је закључио да је искоришћен да се унакази жртвино лице како би било непрепознатљиво. Ипак, предмет је у том роману описан као комад оловне цеви дугачак само шездесет центиметара.
У 19. поглављу, војвода од Мартина говори Поароу да му је леди Јардли причала о њему. Леди Јардли се претходно појавила у краткој причи, "Пустоловина Западне звезде" из збирке прича Поаро истражује.
У 25. поглављу, Хејстингс говори Доналду Росу да је Поаро отишао на састанак у вези са истрагом другог случаја, "Чудног нестанка посланикових чизама". Кад се Поаро вратио са састанка, рекао је Хејстингсу да је у питању шверц кокаина и да је последњих сат времена провео у женском козметичком салону. Овај случај звучи исто као онај у причи о "Посланикове чизме" из збирке прича Ортаци у злочину (1929) о Томију и Тапенс, с тим што Поаро помиње девојку са риђом косом (Хејстингса Поаро често описује као пристрасног према риђокосим девојкама), док девојка у причи "Посланикове чизме" има плаву косу или црну перику када је маскирана.

## Помињање стварних повесних, земљописних и научних догађаја
Лик Карлоте Адамс заснован је на америчкој драматичарки Рут Дрејпер (1884–1956). У својој Аутобиографији, Кристијева каже: "Помислила сам колико је паметна и колико су јој добра лажна представљања. Диван начин на који је могла да се претвори из жене у позним годинама у сељанчицу која клечи у катедрали. Размишљање о њој довело ме је до књиге Лорд Еџвер умире."‍:437 Дрејперова је такође била подстрек за један лик у краткој причи Мртви Харленик објављеној у збирци прича Тајанствени господин Квин (1930), где се лик звао Аспасиа Глен и била је саучесница убице, а не жртва.
У 7. поглављу, главни инспектор Џап спомиње случај Елизабет Кенинг, који је био прави случај отмице који се догодио у Лондону 1753. године. Тај случај је у то време створио сензацију због недоследности у изјавама жртве и покрићима починилаца. Џап помиње овај случај због необичне чињенице да је осумњичен виђен на два места истовремено. У роману, леди Еџвер је виђена на вечери у исто време када је виђена и у посети жртви. Слично, у случају Кенингове, осумњичена Мери Сквајерс виђена је како путује у време када је Елизабет Кенинг рекла да ју је она затворила.

## Прилагођавања

### Радио
Џон Мофат је глумио Поароа у петоделном прилагођавању за ББЦ Радио 4 које је радио Мајкл Бејквел, а режирао Енид Вилијамс. Такође глуме Сајмон Вилијамс као капетан Хејстингс и Никола Пејџет као Џејн Вилкинсон.

### Филм

#### Лорд Еџвер умире (1934)
Роман је први пут екранизован 1934. године као осамдесетоминутни филм који је режирао Хенри Едвардс за Реал Арт Продуцтионс. Филм је био трећи са Остином Тревором у улози Поароа након његових наступа у филмовима Алиби и Црна кафа 1931. године.

#### Тринаесторо на вечери (1985)
Роман је екранизован за телевизију као осамдесетседмоминутни филм 1985. године, под насловом америчког издања књиге Тринаесторо на вечери. Питер Јустинов је поново тумачио Херкула Поароа. Дејвид Сачет је тумачио инспектора Џапа, а Феј Данавеј се појавила у двострукој улози тумачећи и Џејн Вилкинсон и Карлоту Адамс. Екранизација је пребацила поставку приче у савремена времена из тридесетих.

### Телевизија

#### Поаро (2000)
Роман Лорд Еџвер умире екранизован је 2000. године као епизода серије Поаро 19. фебруара 2000. Насловну улогу тумачио је Дејвид Сачет, а продуцирало га је друштво. Иако је епизода остала верна већини радње романа, у екранизацији су се појавиле бројне промене:
- Истрага се одвија након што је Поаро изашао из пензије након догађаје епизоде "Убиство Роџера Акројда". Хејстингс се недавно вратио из Аргентине да пронађе нови стан за себе и супругу након финансијске грешке коју је направио.
- У екранизацији је додата госпођица Лемон која Поароу помаже до краја у истрази. Осим тога, име Џени Драјвер је промењено у Пени.
- Поаро сазнаје да је Вилкинсонова била на пријему док су он и Џап разговарали са њом.
- Алтон умире у несрећи док је полиција покушавала да га ухапси због крађе.
- Доналд Рос је драмски писац, а не глумац. Током свечане вечере, он прича о суђењу Парису углавном зато што планира да напише драму о паду Троје. Вилкинсонова је знала за разговор Адамсове, али не и за саму тему (Парис насупрот Паризу) због чега се одала пред Росом док су разговарали на ручку с' људима који су били укључени у случај. Његово убиство се десило док је разговарао са Поароом који је посетио хотел.
- Четири трага су добила значајне промене у екранизацији:
  - Златна кутијица је направљена у Лондону, а Вилкинсонова ју је набавила. У натпису се не помиње место, а почетно слово имена промењено је у "П".
  - Цвикери припадају Елис, а узела их је Вилкинсонова како би могла да се преруши у старицу како је не би препознали док је ишла на састанак са Адамсовом. Цвикери су грешком завршили у торбици Адамсове када су се пресвлачиле након убиства.
  - Поаро добија писмо Адамсове у целости од њене сестре, а не примерак унапред када ју је упознао недуго након што је стигла и сазнала да је Адамсова мртав.
  - Важан траг који решава случај дошао је од Хејстингса док је размишљао о томе ко је први устао од стола.
- Вилкинсонова напомиње, пре него што је ухапшена након расплета, како верује да ће је злочин учинити познатом и да ће можда довести до њеног овековечења у воштаним делима у музеју "Мадам Тусо".

#### Мала убиства Агате Кристи (2012)
Роман је екранизован као епизода француске серије Мала убиства Агате Кристи 14. септембра 2012. под насловом "Нож у врат". Екранизација је променила поставку у позориште у граду Амјену у Француској педесетих година 20. века, а променила је и бројне ликове - детективе Кристијеве заменили су начелник Ларосијер (Антоан Дулери) и његов неспретни помоћник инспектор Лампион (Мариус Колуки) док је убица гламурозна глумица Сара Морлан (Марушка Детмер), а жртва Морланове Пјер Фугер (Жан-Мари Винлинг). Представљен је и додатни заплет убиства у који је био укључује домар позоришта.